# Intercalation (mesure du temps)
Pour les articles homonymes, voir Intercalation.
 (mars 2008).
Si vous disposez d'ouvrages ou d'articles de référence ou si vous connaissez des sites web de qualité traitant du thème abordé ici, merci de compléter l'article en donnant les références utiles à sa vérifiabilité et en les liant à la section « Notes et références ».
L'intercalation est, en mesure du temps, l'addition ou la soustraction d'une certaine durée (secondes, jours, semaines ou mois) à une horloge ou un calendrier pour mieux faire coïncider leurs indications, qui sont des conventions humaines, avec un cycle astronomique lié à la Terre.

## Origine
Sur Terre, les différents cycles astronomiques (jour solaire moyen, année tropique, mois lunaire, etc.) ne sont pas des multiples entiers les uns des autres. Par exemple, une année tropique est égale à 365,242 2 jours solaires moyens : un calendrier, qui décompte et repère, d'une façon ou d'une autre, les jours successifs d'une année, se compose obligatoirement d'un nombre entier de jours, 365 le plus souvent.
Le seul moyen de conserver un écart limité entre un cycle astronomique, dont nous ne sommes pas maîtres, et un décompte qui n'est qu'une construction humaine, donc parfaitement maîtrisable, est de rajouter ou d'ôter à la mesure de ce dernier une certaine durée, afin de le ramener dans des limites définies lorsqu'il s'écarte trop de la réalité et qu'en moyenne la durée qu'il représente s'accorde avec la durée réelle du cycle astronomique.
Sur Terre, l'année tropique ne possède pas un nombre entier de jours solaires moyens : elle dure 365,242 190 448 2 jours. A contrario, un calendrier, qui décompte et repère, d'une façon ou d'une autre, les jours successifs d'une année, se compose obligatoirement d'un nombre entier de jours. Si on ne tient pas compte de l'écart entre la durée réelle de l'année et la durée de celle-ci fixée par le calendrier, les indications de celui-ci vont se décaler petit à petit de la réalité astronomique qu'il est censé représenter ; la manifestation la plus évidente de ce décalage sera l'écart croissant entre la date calendaire d'une saison et la date de son occurrence réelle.
Dans beaucoup de calendriers, cette intercalation est effectuée en ajoutant un certain nombre de jours supplémentaires à une année normale.  Dans le calendrier grégorien un jour supplémentaire est ajouté à l'année normale, ou commune, de 365 jours, créant ainsi une année bissextile de 366 jours. Ce jour intercalaire est le 29 février, utilisé tous les 4 ans, sauf si le numéro de l'année est divisible par 100 et pas par 400. En moyenne, cela permet d'obtenir une année calendaire de 365,242 5 jours qui se rapproche ainsi de la durée réelle de l'année tropique. D'autres calendriers qui utilisent des mois de longueur constante (comme les calendriers aztèque, égyptien, éthiopien ou républicain) rajoutent plusieurs jours (dits « épagomènes ») à la fin de certaines années

## Mois intercalaires
L'année tropique ne possédant pas non plus un nombre entier de mois lunaires, un calendrier luni-solaire doit posséder un nombre variable de mois dans une année. Ce type de calendrier possède généralement 12 mois, mais un 13e mois intercalaire (ou embolismique) est parfois ajouté. L'année calendaire, de type lunaire, reste ainsi relativement au plus proche de l'année tropique.
Les calendriers grecs étaient des calendriers soli-lunaires avec des systèmes variés d'intercalation d'un treizième mois, jusqu'à la mise au point du cycle métonique, qui intercale ce treizième mois 7 fois en 19 ans. Dans le calendrier hébraïque, l'intercalation était décidée par les autorités de Jérusalem par l'observation de la végétation et des saisons. Après la chute du Temple de Jérusalem, un système fondé sur le cycle métonique fut progressivement mis au point ; il est toujours en usage. (Voir Hillel II)
Dans le calendrier romain, Mercedonis était le mois « intercalaire » (intercalarius mens, en latin).

## Seconde intercalaire
La durée d'un jour solaire, liée à la rotation de la Terre, n'est pas totalement régulière du fait de l'influence gravitationnelle de la Lune et du Soleil qui ralentit cette rotation par l'effet des marées. Cette rotation est de plus sujette à des irrégularités imprévisibles. La durée d'un jour solaire a donc tendance en moyenne à augmenter. Actuellement, deux systèmes définissent précisément le temps : le temps universel coordonné (UTC) et le temps universel (UT). L'UTC est parfaitement régulier, car il est défini et fourni par un ensemble d'horloges atomiques. L'UT, défini par l'orientation de la Terre dans l'espace, est donc lié à la rotation de celle-ci : il tend en moyenne à prendre du retard sur l'UTC. Très schématiquement si, un certain jour, le temps UTC marque 12 h 00 au passage du soleil au méridien de Greenwich, de jour en jour le passage se fera de plus en plus tard ; au bout de plusieurs mois le temps UT donné par le soleil tendra à marquer 11h 59 min 59 s quand le temps UTC marquera toujours 12 h 00. Afin de maintenir l'écart entre UTC et UT à moins de 0,9 seconde, une seconde intercalaire est donc ajoutée à UTC : on fait compter une seconde pour rien au temps UTC des horloges atomiques qui, ainsi, attendent le temps UT, et se recalent donc sur lui.